# Comunità montana della Valtellina di Sondrio
La Comunità Montana Valtellina di Sondrio si trova in provincia di Sondrio. La sede si trova nel comune di Sondrio, il quale non è parte della Comunità Montana perché i comuni capoluoghi di provincia non vi possono far parte.
La comunità è costituita da 21 comuni:
- Albosaggia[1]
- Berbenno di Valtellina
- Caiolo
- Caspoggio[2]
- Castello dell'Acqua
- Castione Andevenno
- Cedrasco[1]
- Chiesa in Valmalenco[2]
- Chiuro
- Colorina
- Faedo Valtellino
- Fusine[1]
- Lanzada[2]
- Montagna in Valtellina
- Piateda
- Poggiridenti
- Ponte in Valtellina
- Postalesio
- Spriana[3]
- Torre di Santa Maria[3]
- Tresivio